# Droga wojewódzka 498
Die Droga wojewódzka 498 (DW 498) ist eine fünf Kilometer lange Droga wojewódzka (Woiwodschaftsstraße) in der polnischen Woiwodschaft Kujawien-Pommern die die Droga krajowa 16 und die Droga krajowa 55 in Grudziądz verbindet. Die Strecke liegt ganz in der Kreisfreien Stadt Grudziądz.

## Streckenverlauf
Woiwodschaft Kujawien-Pommern, Kreisfreie Stadt Grudziądz
-  Grudziądz (Graudenz) (A 1, DK 16, DK 55, DK 95, DW 207, DW 514, DW 534, DW 547)